# Район Шал акына
Район Шал акына (Шал-Акына) (каз. Шал ақын ауданы) — район в Северо-Казахстанской области Казахстана. Административный центр — город Сергеевка. Назван в честь акына Тлеуке Кулекеулы.

## Физико-географическая характеристика
По территории района протекает река Ишим с притоками Иманбурлык, Баганаты, Шудасай.
Сергеевское водохранилище, построенное в 1966 году, имеет 693 млн м³ воды, глубину от 7 до 20 м, протяжённость плотины 280 м. В районе около ста озёр, наиболее крупные из них — Торангул и Жалтыр.
Почвы района в основном чернозёмные. Из древесной растительности преобладают берёза — 79 %, осина — 12 %.

## История
3 сентября 1928 года Постановлением Президиума ВЦИК СССР был образован Тонкерейский район в составе аулсоветов № 1—2, 4—10 Тонкерейской Казахской волости и трёх аулсоветов Пресногорьковской волости с центром в культпункте у озера Майбалык. 17 декабря 1930 года Тонкерейский и Рыковский районы были объединены в один Тонкерейский район с центром в селе Марьевка. 1 апреля 1932 года был утверждён новый состав Тонкерейского района (центр — село Майбалык) из следующих сельсоветов: Мариинский, Сергеевский, Крещенский, Коноваловский, Городецкий, Николаевский, Спасский, Семипольский, Сретинский, Рясский, Дмитриевский, Аимжанский (аулсовет № 1), Майбалыкский (аулсовет № 2), Тастемирский (аулсовет № 3), Жаркенский (аулсовет № 4), Баянский (аулсовет № 5), Жапайский (аулсовет № 6), Ельтайский (аулсовет № 7), Балыбайский (аулсовет № 8). 10 февраля 1935 года был утверждён новый состав Тонкерейского района из следующих сельсоветов: Голощекинский, Городецкий, Дмитриевский, Есильский, Жалтырский, Исаевский, Кенесовский, Коноваловский, Крещенский, Марьевский, Нижне-Бурлукский, Семипольский, Сергеевский, Степной — с центром в селе Марьевка.
Вначале Тонкерейский район входил в состав Кзыл-Джарского (Петропавловского) округа Казахской АССР (1928—1930), затем имел республиканское подчинение (1930—1932). В 1932 году вошёл в состав новообразованной Карагандинской области.
29 июля 1936 года район передан в состав выделенной из Карагандинской Северо-Казахстанской области Казахской АССР (с 5 декабря 1936 года — Казахской ССР). 21 мая 1940 года Тонкерейский район переименован в Октябрьский район.
2 января 1963 года Октябрьский район был переименован в Сергеевский с центром — село Сергеевка. 21 мая 1969 года село Сергеевка было отнесено к категории городов районного подчинения.
12 января 1994 года Постановлением главы Северо-Казахстанской областной администрации образованы сельские округа в границах существующих сельсоветов Сергеевского района: Афанасьевский, Городецкий, Жанажолский, Жанасуский, Кривощековский, Марьевский, Новопокровский, Октябрьский, Ольгинский, Приишимский, Семипольский, Ступинский, Сухорабовский, Теренсайский, Юбилейный. 12 февраля 1997 года были упразднены: Жанасуский сельский округ с передачей его в административное подчинение Новопокровского сельского округа с центром в селе Новопокровка; Жанажолский сельский округ с передачей его в административное подчинение Ступинского сельского округа с центром в селе Ступинка; Марьевский и Теренсайский сельские округа с образованием на их базе Аютасского сельского округа с центром в городе Сергеевке; Ольгинский сельский округ с передачей села Соколовка в состав Кривощековского сельского округа, села Двойники и Коргантас в состав Афанасьевского сельского округа, села Ольгинка в состав Сухорабовского сельского округа; переданы села Остаган Ступинского сельского округа в административное подчинение Семипольского сельского округа, Кенес Жанажолского сельского округа в административное подчинение Приишимского сельского округа.
14 декабря 1999 года указом президента Казахстана Сергеевский район был переименован в район Шал акына.
13 июня 2003 года Аютасский сельский округ был преобразован с выделением из его состава города районного значения Сергеевка. Административным центром Аютасского сельского округа стало село Каратал. 27 мая 2005 года был образован Жанажолский сельский округ с центром в селе Жанажол путём выделения из территории Ступинского сельского округа сел Жанажол, Жанаталап и из Приишимского сельского округа села Кенес.
12 апреля 2013 года упразднены Октябрьский и Ступинский сельские округа.
О хлебозаготовках в голодомор 1932 года в Тонкерийском районе.
«16 февраля 1932 г.
№ 50819
Совершенно секретно…
…Чрезвычайно грубые перегибы имеют место и при проведении хлебозаготовок. Хлебозаготовки сопровождаются многочисленными избиениями крестьян за несдачу хлеба, незаконными арестами бедняков и колхозников, повальными обысками, обложением лиц, не занимающихся крестьянством и т. д. В Каракалинском районе в начале 1932 г. хлебозаготовками облагались врачи, агрономы, служащие, пенсионеры, сотрудники ГПУ и т. д. В Энбекши-Казахском районе, в колхозе [№] 7, уполномоченный Казкрайкома ВКП(б) и уполномоченный РИКа Наринбаев за несдачу хлеба пытали одного колхозника, продержав его босиком 2 часа на снегу, требуя указать местонахождение якобы спрятанного им хлеба. В колхозе „Гигант“ уполномоченный районного исполнительного комитета Расхельдин избил прикладом винтовки бывшего секретаря партячейки Бебыльбекова, отобрав у него выданный в счет нормы хлеб.
В Тонкерейском районе работники сельсовета и члены правления колхоза избивали колхозников до потери сознания и сажали их в холодные амбары. Они же одному колхознику пытались выжечь глаза и изнасиловали 17-летнюю девицу, после чего пытались подвесить ее вверх ногами на дереве…
…Начальник СПО ОГПУ Молчанов
Начальник 2-го отделения СПО
Люшков
Верно:
Пом. секретаря СПО ОГПУ Весновский
Рассылается:
1) Менжинскому; 2) Акулову; 3) Ягоде; 4) Балицкому; 5) Поскребышеву (для Сталина); 6) Молотову; 7) Кагановичу; 8) Постышеву; 9) Рудзутаку; 10-26) ОГПУ; 27-38) ПП ОГПУ; 39) в деле; 40-41) в отделении.
Ф. 2. Оп. 10. Д. 508. Л. 30-40. Заверенная копия…».
https://istmat.org/node/62122

## Население
Национальный состав (на начало 2019 года):
- казахи — 8426 чел. (45,36 %)
- русские — 8128 чел. (43,75 %)
- украинцы — 718 чел. (3,86 %)
- немцы — 704 чел. (3,79 %)
- белорусы — 138 чел. (0,74 %)
- татары — 174 чел. (0,94 %)
- литовцы — 46 чел. (0,25 %)
- другие — 243 чел. (1,31 %)
- Всего — 18 577 чел. (100,00 %)

## Административно-территориальное деление
| Сельский округ/город                | Население, чел. (2011) | Площадь, км² | Населённые пункты                                                |
| ----------------------------------- | ---------------------- | ------------ | ---------------------------------------------------------------- |
| Сергеевская городская администрация | 7854                   | 24,8         | Сергеевка                                                        |
| Афанасьевский сельский округ        | 841                    |              | Афанасьевка, Садовка, Рясинка, Двойники, Коргантас               |
| Аютаский сельский округ             | 1810                   | 377,35       | Ыскака Ыбыраева, Каратал, Аканбарак, Коктерек                    |
| Городецкий сельский округ           | 1045                   | 31,6         | Городецкое, Мерген, Жалтыр Коноваловка, Баганаты                 |
| Жанажолский сельский округ          | 832                    | 217,09       | Жанажол, Кенес, Жанаталап                                        |
| Кривощековский сельский округ       | 1781                   | 410          | Кривощёково, Алкаагаш, Социал, Ровное                            |
| Новопокровский сельский округ       | 2005                   | 531          | Новопокровка, Аксу, Белоглинка, Енбек, Жанасу                    |
| Приишимский сельский округ          | 1720                   | 293,03       | Повозочное, Бирлик, Меней, Ортаколь                              |
| Семипольский сельский округ         | 1695                   | 492,64       | Семиполка, Ступинка, Балуан, Остаган                             |
| Сухорабовский сельский округ        | 1920                   | 458,13       | Сухорабовка, Ольгинка                                            |
| Юбилейный сельский округ            | 1888                   | 586,6        | Крещенка, Узынжар, Куприяновка, Белоградовка, Куртай, Тельманово |

## Главы

### Первые секретари
секретарь Тонкерейского РК КП(б)К, первый секретарь Октябрьского РК КП(б)К,
1. Жаворонков Андрей Яковлевич
2. Джилкайдаров Курсен (1928—1929)
3. Саттыбаев Адиль (1929—1930)
4. Тасмухамбетов Габайдулла Тасмухамбетович (1929—1930)
5. Кожаров Григорий Матвеевич (1931—1932)
6. Утегалиев (1933)
7. Акбердин Хафиз Каскеевич (1934—1935)
8. Подлужный Григорий Никифорович (1935—1938)
9. Петров Александр Петрович (1938—1940)
10. Бурлаков Николай Иванович (1940—1943)
11. Ахременко Иван Фёдорович (1943—1944)
12. Васильченко Владимир Степанович (1944—1946)
13. Коновалов Николай Иванович (1946—1947)
14. Плевако Григорий Иванович (1947—1950)
15. Кундеренко Алексей Яковлевич (1952—1954)
16. Патютко Виктор Иванович (1954—1957)
17. Макаров Анатолий Арефьевич (1957—1959)
18. Торопов Иннокентий Петрович (1959—1962)
19. Болатбаев Нэль Адгамович (1962—1963)

- Сергеевский район

1. Болатбаев Нэль Адгамович (1965—1970)
2. Искаков Жаксылык Габдуллинович (1970—1975)
3. Шайкин Есим Шайкенович (1975—1985)
4. Ахметбеков Маркен Ахметбекович (1985—1989)
5. Юрков Михаил Степанович (1989—1991)

### Акимы
Главы администрации и акимы
1. Симамбаев Тасбай Кабашевич (1992—1995)
2. Куандыков Хожимукан Жумашевич (1996—1997)
3. Жангалов Досбол Баянович (1998—2002)
4. Колода Владимир Алексеевич (2002—2006)
5. Сапаров Айдарбек Сейпеллович (2006—2008)
6. Амрин Азамат Кеменгерович (2008—2011)
7. Несипбаев Арнас Максутович (май-июнь 2011 года)
8. Тнеев Куандык Ермекович (2011—2012)
9. Омаров Марат Косылович (2012—2015)
10. Сагдиев Ербол Болатович (2015—2017)
11. Есимов Нурлан Орынбасарович (2017—2020)
12. Смагулов Рахат Назымбекович (2020—2024)
13. Омаров Кайрат Кайруллинович (2024—н.в.)

## Известные жители

### Уроженцы района
- Казис Ташенович Ташенов — (1928—2015), казахстанский учёный в области биологии и сельского хозяйства. Доктор биологических наук, профессор, академик НАН РК, обладатель международного ордена «Рыцарь Белого Креста».
- Евней Арстанович Букетов (1925—1983) — казахстанский учёный в области химии и металлургии, писатель, поэт, академик АН Казахской ССР, доктор технических наук.
- Александр Степанович Викторенко (1947—2023) — полковник ВВС России, космонавт 1-го класса, Герой Советского Союза, лётчик-испытатель 3-го класса.
- Геннадий Иванович Зенченко (1937—2016) — казахстанский организатор сельскохозяйственного производства, генеральный директор коммандитного товарищества «Зенченко и компания», Герой Труда Казахстана.
- Мацко Маргарита Евгеньевна (род. 1986) — казахстанская легкоатлетка (бег на 800 м, эстафета 4×400 метров), мастер спорта международного класса Республики Казахстан (2008).